# ...The Stories We Could Tell
...The Stories We Could Tell è l'ottavo album in studio del gruppo musicale statunitense Mr. Big, pubblicato il 30 settembre 2014 dalla Frontiers Records.

## Tracce
1. Gotta Love the Ride – 4:28 (Paul Gilbert, Eric Martin, André Pessis)
2. I Forget to Breathe – 4:12 (Gilbert, Martin, Pessis, Billy Sheehan, Pat Torpey)
3. Fragile – 4:37 (Martin, Pessis)
4. Satisfied – 4:41 (Gilbert, Martin, Pessis, Sheehan, Torpey)
5. The Man Who Has Everything – 3:58 (Martin, Pessis, Marti Frederiksen)
6. The Monster in Me – 4:02 (Gilbert, Martin, Pessis, Sheehan, Torpey)
7. What If We Were New? – 4:00 (Martin, Pessis)
8. East/West – 4:29 (Torpey, Lanny Cordola)
9. The Light of Day – 3:22 (Gilbert, Martin, Alex Dickson)
10. Just Let Your Heart Decide – 4:19 (Gilbert, James Dotson)
11. It's Always About That Girl – 4:28 (Gilbert, Martin, Pessis, Sheehan, Torpey, Tony Fanucchi)
12. Cinderella Smile – 4:56 (Gilbert, Martin, Pessis, Sheehan, Torpey)
13. The Stories We Could Tell – 4:00 (Gilbert, Martin, Pessis, Sheehan)

Traccia bonus nell'edizione europea
1. Addicted to That Rush (Live) – 6:02 (Gilbert, Sheehan, Torpey)

Traccia bonus nell'edizione giapponese
1. 30 Days in the Hole (Live) – 4:31 (Steve Marriott)

## Formazione
- Eric Martin – voce
- Paul Gilbert – chitarre, cori
- Billy Sheehan – basso, cori
- Pat Torpey – batteria, cori